# Dupontia perlucida
Dupontia perlucida је пуж из реда Stylommatophora.

## Угроженост
Ова врста се сматра угроженом.

## Распрострањење
Ареал врсте је ограничен на једну државу. 
Маурицијус је једино познато природно станиште врсте.